# Чемер
Че́мер — село в Україні, у Кіптівській сільській громаді Чернігівського району Чернігівської області. Населення становить 1398 осіб. До 2020 орган місцевого самоврядування — Чемерська сільська рада. Розташоване за 28 км від районного центру, до якого можна дістатися автошляхом М01, який збігається із E95.

## Назва
Згідно з дослідженнями професора Костянтина Тищенка, «Чемер» древньою кельтською (валлійською) мовою означає «земляк»; подібні назви вже понад 2 000 років зустрічаються по всій Європі, наприклад — Кемері в Латвії і навіть Кемер у Туреччині.

## Історія

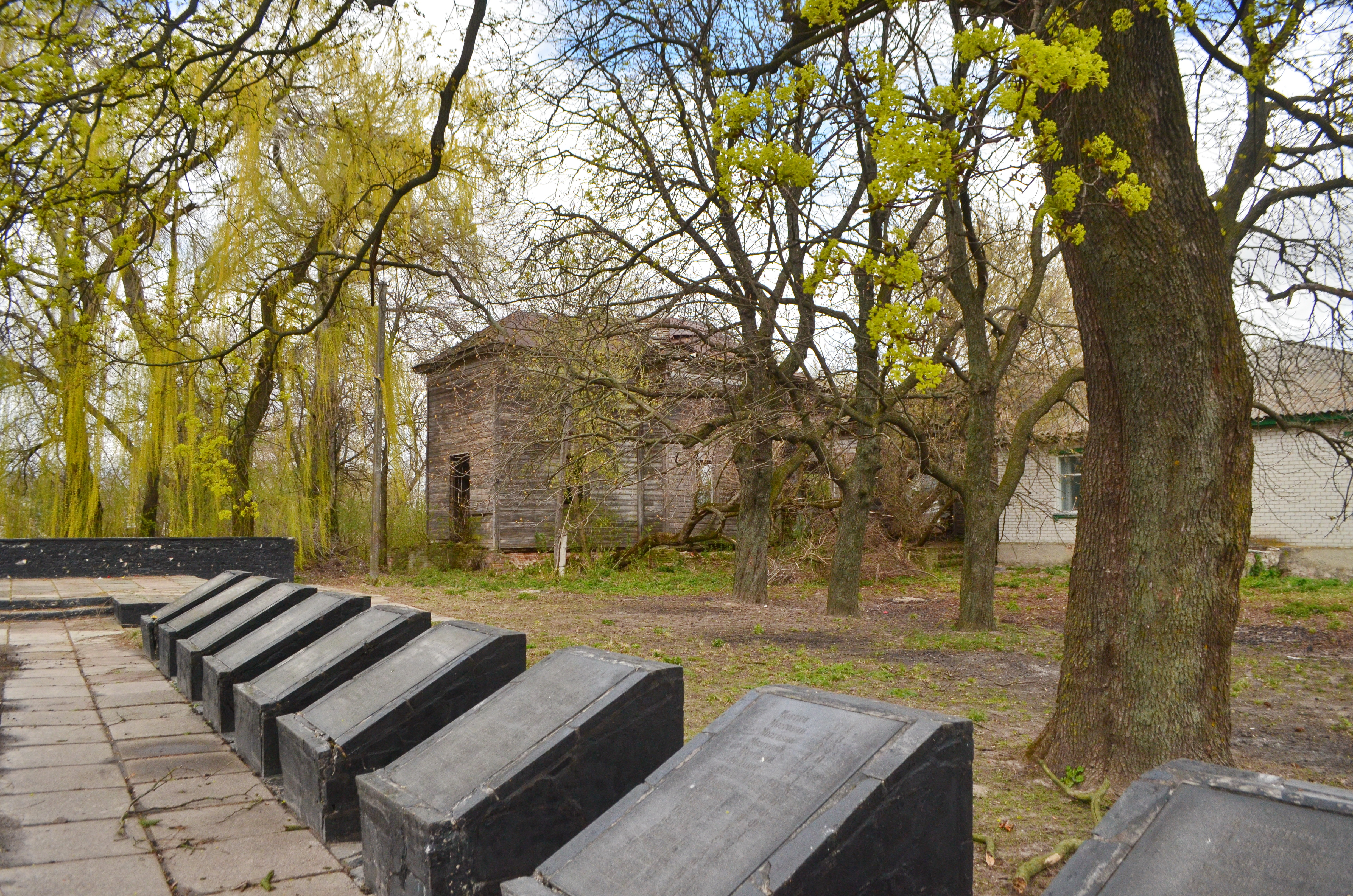
Село Чемер. Братські могили бійців Другої світової війни на фоні руїн дерев'яної Михайлівської церкви. Церква збудована у 1888 році

Село Чемер було згадано в переписній книзі Малоросійського приказу (1666). Також наведено поіменні відомості про 51 чоловіка та 2 вдів на 53 двори. У 44 селянських дворах було 55 волів та 16 коней. 7 дворів були «ґрунтовими» (без орної худоби), 2 двори — «бобильськими» (без землі).
У тутешній Михайлівській церкві був півчим юний Олекса Розум — майбутній граф Розумовський, таємний чоловік імператриці Єлизавети Петрівни. На старому церковищі в 1888 році було побудовано Михайлівську церкву, нині вона зруйнована.
З другої половини XIX століття збереглися спиртовий завод поміщиків Пашковських та їхній садибний будинок — пам'ятка дерев'яної архітектури; з радянських часів у ньому міститься сільський клуб. Кажуть, саме на тутешньому спиртозаводі вперше запустили у виробництво горілку чемергас — напій, у який додавалася дурманяча трава чемериця.
З 1923 - містечко, центр Чемерського району Чернігівської округи Чернігівської губернії, 745 господарств, 3645 мешканців.
12 червня 2020 року, відповідно до розпорядження Кабінету Міністрів України № 730-р від «Про визначення адміністративних центрів та затвердження територій територіальних громад Чернігівської області», село увійшло до складу Кіптівської сільської громади.
17 липня 2020 року, унаслідок адміністративно-територіальної реформи та ліквідації Козелецького району, село увійшло до складу Чернігівського району.

## Політика

### Парламентські вибори, 2019
На позачергових парламентських виборах 2019 року у селі функціонувала окрема виборча дільниця № 740308, розташована у приміщенні сільської ради.
Результати
- зареєстровано 1142 виборці, явка 56,92%, найбільше голосів віддано за «Слугу народу» — 38,34%, за Всеукраїнське об'єднання «Батьківщина» — 21,75%, за Радикальну партію Олега Ляшка — 10,95%[7]. В одномандатному окрузі найбільше голосів отримав Олег Дмитренко (самовисування) — 39,15%, за Сергія Коровченка (самовисування) — 18,71%, за Бориса Приходька (самовисування) — 18,40%[8].

## Населення

### Мова
Розподіл населення за рідною мовою за даними перепису 2001 року:
| Мова            | Кількість | Відсоток |
| --------------- | --------- | -------- |
| українська      | 1943      | 98.58%   |
| російська       | 23        | 1.17%    |
| білоруська      | 2         | 0.10%    |
| румунська       | 1         | 0.05%    |
| інші/не вказали | 2         | 0.10%    |
| Усього          | 1971      | 100%     |

## Постаті
- Кузьменко Наталія Володимирівна — операторка машинного доїння, кавалерка ордена «За заслуги»[10].
- Петре́нко Олексі́й Васи́льович (1938, Чемер — 2017, Москва) — український, радянський і російський актор театру й кіно українського походження. Народний артист РРФСР (1988), Народний артист України (1999).

## Галерея

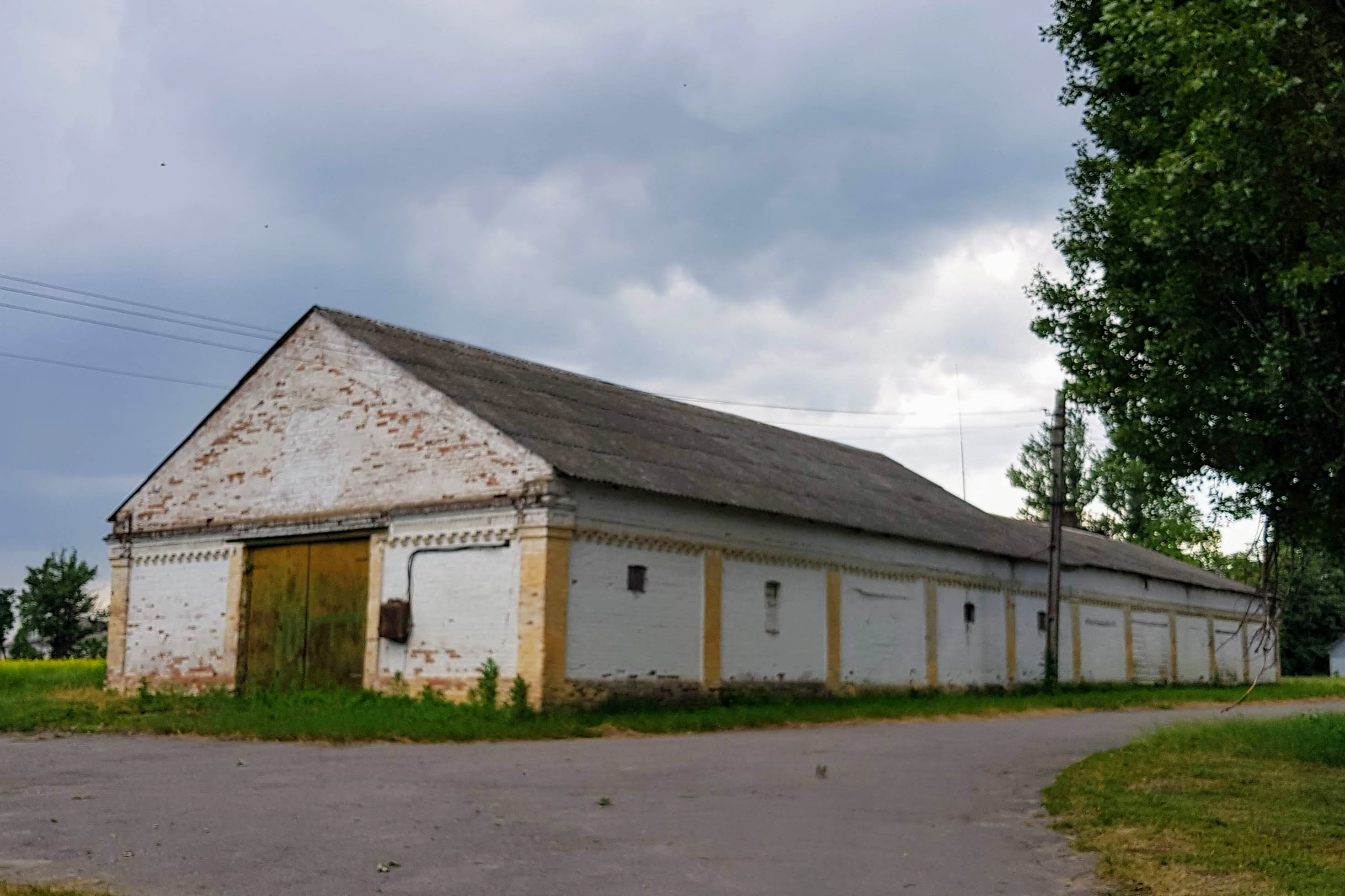
Одна з будівель спиртового заводу поміщиків Пашковських
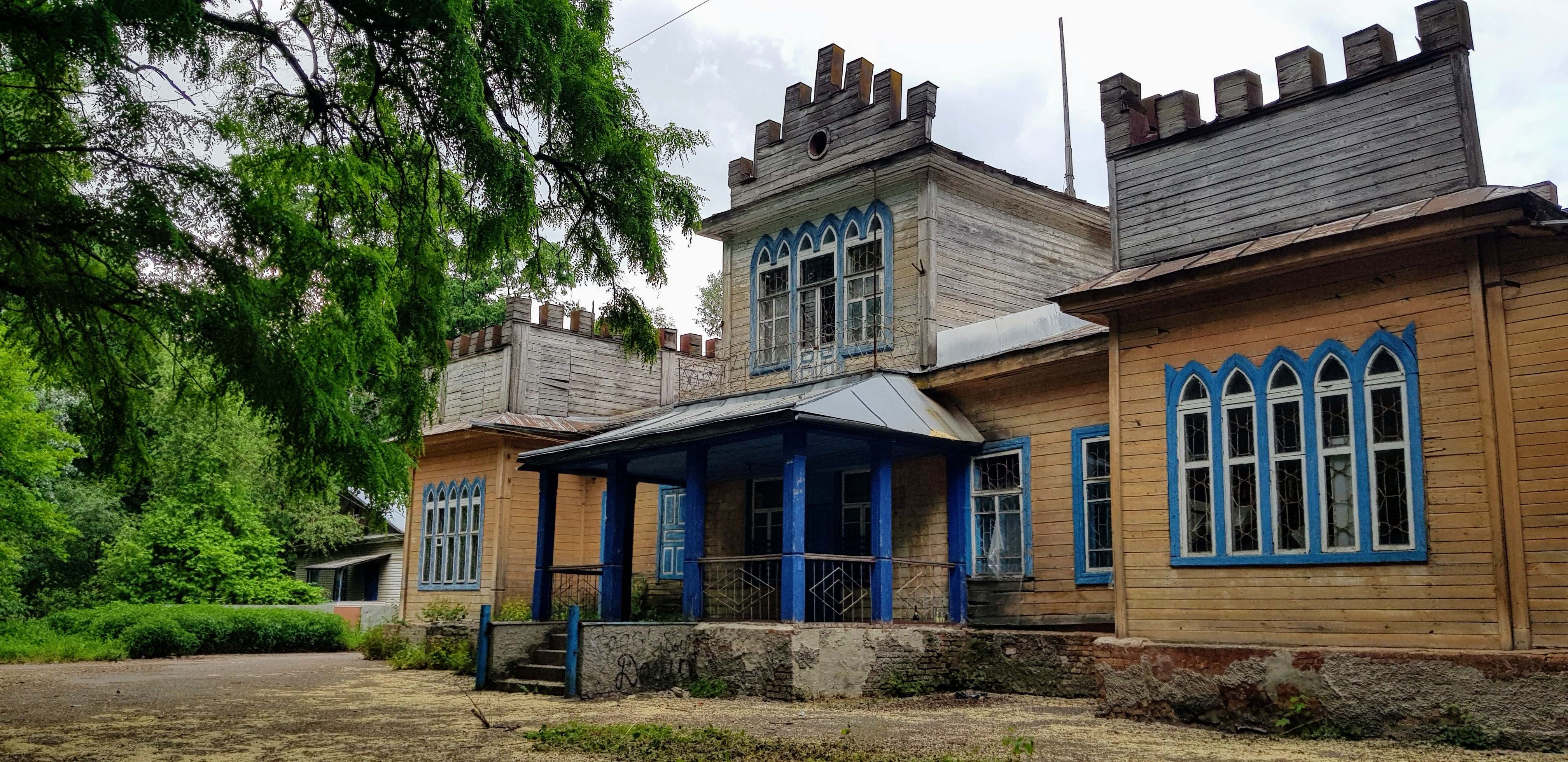
Будинок Пашковських
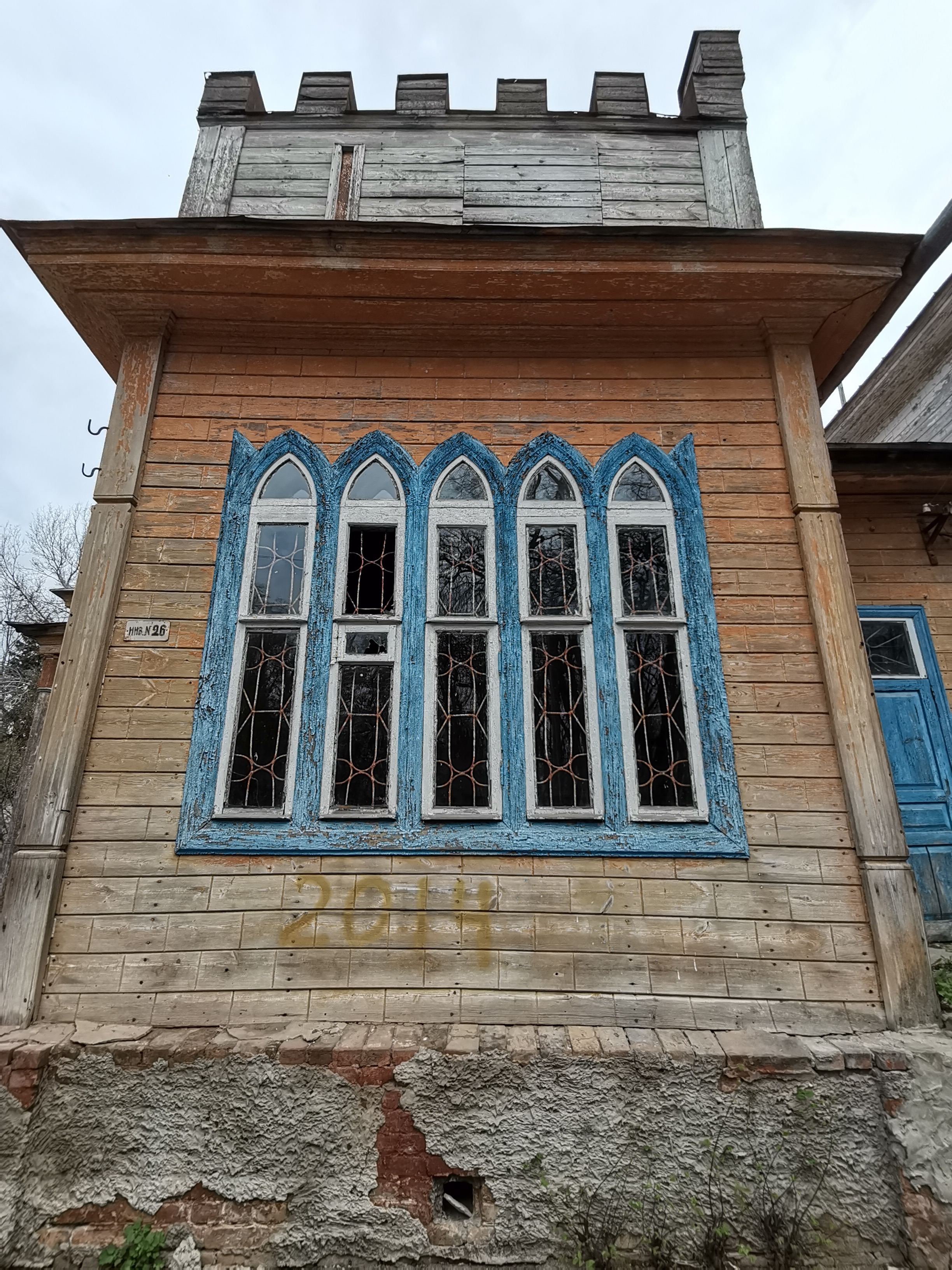
Неоготичне вікно. Будинок Пашковських